# 1806 na ciência

## Nascimentos
| Data           | Nome                          | Profissão    | Nacionalidade                         | Observações                    | Ref   |
| -------------- | ----------------------------- | ------------ | ------------------------------------- | ------------------------------ | ----- |
| 13 de novembro | Philip de Malpas Grey Egerton | paleontólogo | Reino Unido da Grã-Bretanha e Irlanda | m. 1891 Medalha Wollaston 1873 | [ 1 ] |

## Mortes
| Data          | Nome            | Profissão           | Nacionalidade   | Observações | Ref |
| ------------- | --------------- | ------------------- | --------------- | ----------- | --- |
| 16 de janeiro | Nicolas Leblanc | químico e cirurgião | Reino da França | n. 1742     |     |

## Prémios
Medalha Copley
- Thomas Andrew Knight[2]

Medalha Cothenius
- August Heinrich Ferdinand Gutfeld[3] e Christian Friedrich von Jäger[3]